# Bollwerk (Mylhúzy)
Bollwerk je věž ze 13. století, pozůstatek starého opevnění města Mylhúzy, která se nachází ve čtvrti Nordfeld nedaleko Tour de l'Europe.
Byla v minulosti známa pod několika jmény, často velmi lidového charakteru. Současný název získala kolem roku 1900. Původně měla na vrcholu cimbuří a špičatá střecha byla přistavěna v roce 1700 - současná podoba vznikla po roce 1890. Okolní hradby byly zničeny v roce 1840. Freska (z roku 1893), která zdobí věž, je od Ferdinanda Wagnera a zobrazuje starostu Ulricha z Dornachu  při napadení města Martinem Maltererem v roce 1385. Byla obnovena v roce 1970 Bernardem Latunerem.
Dnes je věž jedním z mála pozůstatků historie města. Mulhúzy se někdy označují jako „město Bollwerku“. Věž je historickou památkou od roku 1898. 